# Короли Голливуда
«Короли Голливуда» (англ. Kings of Hollywood) — чёрно-белая фотография американского фотографа Ааронса Слимса, на которой запечатлены четыре голливудских кинозвезды: Кларк Гейбл, Ван Хефлин, Гэри Купер и Джеймс Стюарт. Создана в 1957 году во время рождественской вечеринки в ресторане Romanoff в Беверли-Хиллз. Слимс получил известность своими многочисленными работами, на которых запечатлена жизнь звёзд, светского общества. При этом фотографируемые представали в непринуждённом облике, выглядели расслаблено, словно находясь в дружественной обстановке, а не перед камерой. О создании такой атмосферы со знаменитостями фотограф говорил, что это ему удавалось достичь тем, что он был для них свой человек. «Я знаком со всеми. Они всегда приглашали меня на свои вечеринки, зная: мои фотографии не доставят им неприятности», — отмечал он. 
До голливудского периода своего творчества Слимс был военным корреспондентом во время Второй мировой войны, после чего понял, что ключ к успеху находится в области показа красивой жизни богачей и звёзд шоу-бизнеса, предоставляя широким массам почувствовать себя ближе к ним. На снимке «Короли Голливуда» запечатлён один из тех моментов, которые составили имя Слимсу: четверо звёзд эпохи классического Голливуда находятся в неформальной обстановке, по дружески общаются и веселятся. Искусное кадрирование позволяет зрителю приблизиться к актёрам, «побывать» в их обществе. Рука крайнего слева Гейбла, которого часто называют «король Голливуда», вытянута в сторону зрителя. Кроме того, стоящий перед ним стакан ещё более усиливает ощущение вовлечённости в происходящее. Американский журнал Smithsonian сравнил четвёрку звёзд с фотографии Слимса с горой Рашмор, где высечены скульптурные портреты четырёх президентов США: Джорджа Вашингтона, Томаса Джефферсона, Теодора Рузвельта и Авраама Линкольна. 